# Mil hitos
Mille Bornes (/ˌmɪl ˈbɔrn/; en francés mil hitos, refiriéndose a los marcadores de distancia de piedra en muchas carreteras francesas) es un juego de naipes francés. Mil hitos está citado en el Salón de la Fama de los juegos.

## Historia
El juego fue creado en 1954 por Edmond Dujardin, y era bastante similar al anterior juego de cartas estadounidense de ambiente automovilista Touring. Una novedad clave era la inclusión del coup-fourré, por el cual se obtenían puntos de bonificación al poder usar comodines (tales como el neumático a prueba de pinchazos) hasta que un adversario juega la correspondiente carta avería (en este caso, el neumático pinchado).
La versión española del juego Mil Hitos, distribuido por Heraclio Fournier, fue muy popular en España durante la década de los setenta. En Holanda existe una variante de este juego, Stap op, que trata de ciclismo en lugar de automovilismo. Las averías y las distancias son diferentes, pero la mecánica del juego es exactamente la misma.

## Transcurso del juego
ver artículo asociado en WikiBooks

### Objetivo
El punto de partida de Mil Hitos es que los jugadores se encuentran en una carrera.  Cada carrera—o mano—cuenta normalmente con una longitud de 700 millas (o su equivalente en kilómetros), aunque el primer jugador en completar esa distancia exactamente tiene la opción de proclamar una extensión en cuyo caso la carrera se expande a las 1.000 millas. Otras veces, el juego se juega hasta 1000 millas desde el comienzo, y entonces el primer jugador en completar esa distancia exacta tiene la opción de proclamar una extensión hasta las 1.200 millas. Mil Hitos se juega con un juego especial de cartas. Entre ellas hay averías, Reparaciones, Comodines, y cartas de distancia. Cada avería está corregida por una reparación correspondiente y se ve impedida por un comodín correspondiente. La distancia fijada se logra jugando cartas de distancia.

### Lista de naipes
- Averías:
Accidente: 3
Sin carburante: 3
Neumático pinchado: 3
Semáforo Rojo: 5
Límite de velocidad: 4
- Reparaciones:
Reparaciones: 6
Gasolina: 6
Neumático de repuesto: 6
Semáforo verde: 14
Fin de Límite de velocidad: 6
- Comodines:
As del volante: 1
Tanque extra: 1
A prueba de pinchazos: 1
Prioridad de paso: 1
- Distancia:
25 Millas: 10
50 Millas: 10
75 Millas: 10
100 Millas: 12
200 Millas: 4

También están incluidas cartas no jugables que listan las cartas que componen el juego y su puntuación. En algunos juegos, los naipes están impresos tan solo en francés.

Típico tablero de Mil hitos. El jugador ha viajado 725 km, tiene un semáforo verde y un Límite de Velocidad en función, y ha jugado el As del volante y dos comodines de Tanque Extra, el último de los cuales como golpe-fourré.

## Juego
Las cartas se barajan y se reparten seis a cada jugador; el resto se coloca en un montón y a su lado se forma un montón para descarte. El turno de cada jugador comienza con robar una carta y depositar otra, de modo que cada jugador siempre mantiene 6 cartas tras cada juego. Si un jugador no puede jugar debe deshacerse de una carta. Las tarjetas descartadas se consideran muertas y no pueden ser jugadas.
Cada jugador (o equipo) construye un tablero. El tablero está dividido en batalla, velocidad, distancia, y áreas de seguridad; las cartas en el área de batalla y área de velocidad se apilan de modo tal que sólo las cartas de arriba se ven. El ejemplo muestra un típico tablero durante el transcurso de un juego.
Las averías y las reparaciones (con la excepción de Límite de Velocidad y Fin de Límite de velocidad) se juegan en el área de batalla, donde aparece una carta de semáforo en el ejemplo. Las cartas de límite de velocidad y fin de límite de velocidad de tarjetas de Límite se juegan en el área de velocidad. Las cartas de distancia se juegan según su valor acostumbrándose a jugar las cartas de 200 millas separadamente, más que en grupo. Las cartas comodín se juegan a lo largo de la parte superior del tablero; cabe notar que el emplazamiento horizontal de la tarjeta de Tanque de gasolina extra en el ejemplo tiene un significado especial.
Por turnos, cada jugador puede escoger jugar una de las siguientes cartas:
- Una carta de distancia en su propio tablero si aparece una tarjeta de semáforo en su área de batalla.
- Una carta de reparación encima de la correspondiente avería si esta apareciera en su área de batalla.
- Una carta de fin de Límite de velocidad encima de un Límite de Velocidad si apareciera uno en su área de velocidad.
- Una carta de avería, ya sea Accidente, Falta de combustible, Neumático pinchado, o Semáforo rojo en el área de batalla de su adversario si estuviera vacía.
- Un Límite de Velocidad en el área de velocidad de su adversario si estuviera vacía o con un fin de Límite de velocidad. Esta es la única avería que puede ser jugada en contra de un adversario que a su vez no haya jugado todavía una carta de semáforo en su propia área de batalla.
- Una carta comodín en su propia área de seguridad (en cualquier momento).
- Una carta de semáforo en su propia área de batalla si apareciera una carta de semáforo rojo, de reparación, o si su área de batalla estuviera vacía.

Una vez que una carta de avería de accidente, sin combustible, o neumático pinchado es jugada, y la carta de reparación se utiliza para contrarrestarla, el jugador debe jugar una tarjeta de semáforo verde para conseguir viajar de nuevo. Una avería puede ser jugada en el área de batalla de un adversario aunque ya haya otra, pero solo la carta de avería más reciente ha de ser corregida por el adversario antes de poder utilizar una tarjeta de semáforo verde. Un semáforo verde neutraliza directamente a uno rojo sin que haya necesidad de usar un segundo semáforo verde.
Jugar una carta comodín neutraliza la correspondiente avería y también protege contra futuras averías de este tipo. Sin embargo, cuando la tarjeta comodín haya sido utilizada normalmente, el mismo jugador roba otra carta y sigue jugando. Se pueden jugar comodines consecutivos siempre y cuando se robe una carta antes de volver a jugar.
Un jugador cuya velocidad está limitada (como se muestra en el ejemplo) puede jugar tan solo cartas de 25 y 50 km. No más de dos cartas de 200 km pueden ser jugadas por cualquier jugador o equipo en una sola partida.
Cuando se juegue una avería, cualquier jugador que posea el comodín correspondiente lo puede jugar inmediatamente y declarar un coup-fourré. Esto es así aunque el jugador en cuestión no sea el que haya sido atacado por la avería. El comodín se coloca boca abajo horizontalmente en el área de seguridad, y el jugador roba una nueva carta y roba el turno que correspondería, saltando a todos los jugadores entre el atacante y él mismo. Además, si él era el atacado por la avería, esta se coloca dentro de la pila de descartes.
La carta de prioridad de paso protege tanto contra el semáforo rojo como el Límite de Velocidad. Si un jugador utiliza este comodín, no necesita utilizar un semáforo verde para volver a moverse; cualquier semáforo rojo o carta de Límite de Velocidad que aparezca en las áreas de batalla o velocidad se apilan en la pila de descarte. Aun así, el jugador es todavía vulnerable a otras averías.
Si una avería no reparada apareciera en el área de batalla tras usar la carta de prioridad de paso, o tras un coup-fourré, y no se hubiera jugado su correspondiente comodín, la avería deberá ser reparada (y el correspondiente semáforo verde deberá ser jugado, si correspondiera) para volver a moverse.
Los jugadores pueden siempre descartar, incluso si tienen un juego disponible. Un jugador que no puede jugar en ninguna forma habrá de descartar.
En ninguna circunstancia se podrá jugar una carta de distancia que coloque el total del jugador por encima de los 700 o 1000 km de carrera.
El juego continúa hasta uno de estos dos casos:
- Un jugador (o equipo) logra exactamente 1000 km en cartas de distancia total, o
- Todos los jugadores han jugado o descartado todas sus cartas.

Cabe notar que el juego prosigue después de que la pila de cartas para robar está agotada, cada jugador continúa jugando o descartando una carta por turno. Una vez ambos jugadores se queden sin cartas en su mano, con la pila de cartas para robar agotada, el juego habrá finalizado.

### Puntuación
Las puntuaciones se recuentan al final de la mano como sigue:
| Puntuado por cada lado                        |     | |
| Distancia                                     | 1   | Por km viajado                                                                                      |
| Cada comodín                                  | 100 | Se juegue como se juegue                                                                            |
| Todo los comodines                            | 300 | Bonificación aparte de los 400 por haber jugado los comodines individualmente                       |
| Coup-fourré                                   | 300 | Bonificación aparte de los 100 por haber jugado ese comodín                                         |
| Puntuado solo por la parte que completa viaje |     | |
| El viaje completo                             | 400 | Por ganar                                                                                           |
| Acción retardada                              | 300 | Por haber completado el viaje después de que la pila de cartas para robar esté agotada.             |
| Viaje seguro                                  | 300 | Por haber completado el juego sin haber usado las cartas de 200 millas                              |
| Extensión                                     | 200 | Por haber completado el juego después de proclamar una extensión                                    |
| Victoria total                                | 500 | Por haber completado el viaje antes de que el adversario haya jugado cualesquier carta de Distancia |
En un juego de 2 jugadores, la puntuación máxima que se puede alcanzar por partida es de 4600 puntos. En un juego estándar de 4 jugadores no existe ninguna extensión, de modo que la puntuación máxima es 4.400. En un juego de 3 jugadores o de 6 jugadores, se pueden conseguir dos bónus de victoria total, accediéndose a una puntuación perfecta de 5.100 puntos.
Cabe notar que algunos puntos se otorgan a un jugador o grupo aunque éste no complete su viaje; es posible que el bando que haya completado el viaje puntúe menos puntos que sus adversarios. Si la partida finaliza por agotamiento y no por haber sido concluida, cada parte podrá aún anotar su distancia y puntos de comodín.
Según las reglas impresas distribuidas por Parker Brothers, un juego prosigue hasta que uno o ambos lados logra un total de 5.000 puntos. Si ambos lados sobrepasan los 5.000 durante la misma partida, el total más alto gana el juego. Cuando el juego se juega por diversión el total de puntos exacto es irrelevante, siempre y cuando uno de los dos sea más alto. Cabe destacar que existe la posibilidad del empate, algo que no está contemplado en las reglas de juego.
Si el juego se juega por dinero, entonces generalmente la diferencia de puntos es la que determina la cantidad que el perdedor le paga al ganador, y cada punto es significativo.

### Con grupos más grandes o más pequeños
Se puede jugar a 2, 3 o 6  con leves modificaciones de las reglas.

## Imágenes de cartas
Galería de imágenes de cartas

- Primera fila, de izquierda a derecha: Accidente, Sin carburante, Neumático pinchado, Límite de Velocidad, Parón (cartas de avería)
- Segunda fila, de izquierda a derecha: Reparaciones, Gasolina, Neumático De repuesto, Fin de Límite de velocidad, (cartas de reparación)
- Tercera fila, de izquierda a derecha: As del volante, Tanque de gasolina extra, Neumático a prueba de pinchazos, Prioridad de paso (cartas comodín).
- Cuarta fila, de izquierda a derecha: 25 km, 50 km, 75 km, 100 km, 200 km (Cartas de distancia)